# Sully (filme)
Sully (bra: Sully - O Herói do Rio Hudson; prt: Milagre no Rio Hudson) é um filme de drama biográfico lançado em 2016, dirigido e co-produzido por Clint Eastwood e escrito por Todd Komarnicki, que conta a história do Voo US Airways 1549 e do piloto Chesley Burnett Sullenberger III, baseado na autobiografia Highest Duty: My Search for What Really Matters, de Sullenberger e Jeffrey Zaslow. A obra cinematográfica é estrelada por Tom Hanks, Aaron Eckhart, Laura Linney, Anna Gunn, Autumn Reeser, Holt McCallany, Jamey Sheridan e Jerry Ferrara.

## Elenco
- Tom Hanks - Comandante Chesley "Sully" Sullenberger
- Aaron Eckhart - Primeiro Oficial Jeff Skiles
- Laura Linney - Lorraine Sullenberger
- Anna Gunn - Dr. Elizabeth Davis
- Autumn Reeser - Tess Soza
- Holt McCallany - Mike Cleary
- Jamey Sheridan
- Jerry Ferrara
- Max Adler - Jimmy Stefanik
- Sam Huntington - Jeff Kolodjay
- Wayne Bastrup - Brian Kelly
- Valerie Mahaffey - Diane Higgins